# Luperus lyperus
Luperus lyperus es una especie de insecto coleóptero de la familia Chrysomelidae.
Fue descrita científicamente en 1776 por Johann Heinrich Sulzerr.